# Patrioter for Europa
Patrioter for Europa (engelsk: Patriots for Europe, forkortet PfE) er en højreorienteret og ifølge sig selv suverænistisk politisk alliance, der udgør en politisk gruppe i Europa-Parlamentet. Etableringen af alliancen blev annonceret på en pressekonference i Wien 30. juni 2024 af den ungarske premierminister Viktor Orbán (Fidesz), den tidligere tjekkiske premierminister Andrej Babiš og den tidligere østrigske indenrigsminister Herbert Kickl samt MEP Harald Vilimsky (FPÖ).  

## Historie
Fidesz' europaparlamentarikere har været udenfor grupperne siden de i marts 2021 forlod EPP. ANO's MEP'er har fra 2011 til valget i 2024 været med i den liberale Forny Europa-gruppe, men forlod den grundet uenigheder om politikken. FPÖ tilhørte ID-gruppen i niende valgperiode (2019-2024).
Det ungarske Kristendemokratiske Folkeparti (KDNP), som har et enkelt medlem af parlamentet, meddelte, at det havde til hensigt at tilslutte sig alliancen efter partiets udtræden af EPP. 1. juli blev det nationalistiske portugisiske parti Chega det fjerde medlem af Patrioter for Europa med to MEP'er.  5. juli kom også det spanske Vox med og forlod ECR. Samme dag meddelte det hollandske Partij vor de Vrijheid, der tidligere var en del af ID-gruppen, også, at det ville tilslutte sig. 6. juli meddelte Dansk Folkeparti og Vlaams Belang, begge tidligere medlemmer af ID-gruppen, at de også ville melde sig ind. Forudsætningen for at etablere en politisk gruppe i Europa-Parlamentet er, at mindst 23 MEP'er fra mindst syv EU-medlemslande tilslutter sig gruppen. Dermed havde Patrioter for Europa allerede medlemmer fra flere lande end påkrævet. 
Efter det konstituerende møde i EU-parlamentet i juli 2024 havde PfE 84 medlemer og dermed 11,67 procent af pladserne i parlamentet.

## Grundlæggende manifest og ideologi
Repræsentanter for de tre stiftende partier underskrev det politiske charter "A Patriotic Manifesto for a European Future."    Ifølge manifestet er den eneste gyldige europæiske politik den, hvis legitimitet er forankret i eksistensen af europæiske nationer, og som bevarer og fejrer europæisk identitet, traditioner og skikke og fortsætter den græsk-romerske og jødisk-kristne arv. Chartret fastsætter gruppens ideologi, som omfatter større suverænitet for EU-medlemsstater, stærkere foranstaltninger mod ulovlig migration og en revision af den grønne aftale for Europa. 

## Yderligere interesserede
Matteo Salvinis Lega, som fik otte MEP'er valgt i 2024 har også udtrykt interesse for at være med. Det franske Rassemblement National, der fik 30 MEP'er (og i øjeblikket er en del af ID-gruppen), er i forhandlinger om at tilslutte sig gruppen. Det polske Forbund for Frihed og Uafhængighed, som har seks MEP'er, har ligeledes oplyst, at det i øjeblikket er i forhandlinger med Patriots for Europe.
Andre partier, der er mulige medlemmer af den nye EU-gruppe, omfatter:   
- Det Slovenske Demokratiske Parti, som har 4 MEP'er (i øjeblikket en del af EPP)
- Alternative für Deutschland, som har 15 MEP'er (tidligere en del af ID-gruppen, nu gruppeløse). På grund af tidligere spændinger mellem Fidesz og AfD, ses medlemskab af gruppen som usandsynligt,[24] og AfD oplyser også selv, at man ikke har planer om at tilslutte sig.[25]

Slovakiske Smer-SD er også et muligt medlem med fem MEP'er, men ifølge sin juniorkoalitionspartner, Hlas-SD, vil Smer-SD hellere sidde i gruppen S&D.

## Medlemmer
| State      | National party                          | Europæisk parti | Europæisk parti                                     | Tidligere politisk gruppe                         | Antal MEP'er |
| ---------- | --------------------------------------- | --------------- | --------------------------------------------------- | ------------------------------------------------- | ------------ |
| Østrig     | Frihedspartiet                          |                 | Bevægelsen for Nationernes og Frihedens Europa      | Gruppen Identitet og Demokrati                    | 6 / 20       |
| Belgien    | Vlaams Belang                           |                 | Bevægelsen for Nationernes og Frihedens Europa      | Gruppen Identitet og Demokrati                    | 3 / 22       |
| Frankrig   | Rassemblement National                  |                 | Bevægelsen for Nationernes og Frihedens Europa      | Gruppen Identitet og Demokrati                    | 27 / 81      |
| Grækenland | Foni Logikis                            |                 | Bevægelsen for Nationernes og Frihedens Europa      | Intet                                             | 1 / 21       |
| Tjekkiet   | ANO 2011                                |                 | Bevægelsen for Nationernes og Frihedens Europa      | Renew Europe                                      | 7 / 21       |
| Tjekkiet   | Přísaha                                 |                 | Bevægelsen for Nationernes og Frihedens Europa      | Intet                                             | 1 / 21       |
| Tjekkiet   | Motoristé sobě (AUTO)                   |                 | Bevægelsen for Nationernes og Frihedens Europa      | Intet                                             | 1 / 21       |
| Danmark    | Dansk Folkeparti                        |                 | Bevægelsen for Nationernes og Frihedens Europa      | Gruppen Identitet og Demokrati                    | 1 / 15       |
| Ungarn     | Fidesz                                  |                 | Bevægelsen for Nationernes og Frihedens Europa      | Gruppeløse                                        | 10 / 21      |
| Ungarn     | Kristendemokratiske Folkeparti (Ungarn) |                 | Intet                                               | Det Europæiske Folkepartis Gruppe                 | 1 / 21       |
| Italien    | Lega per Salvini Premier                |                 | Bevægelsen for Nationernes og Frihedens Europa      | Gruppen Identitet og Demokrati                    | 8 / 76       |
| Letland    | Latvija pirmajā vietā (LPV)             |                 | Bevægelsen for Nationernes og Frihedens Europa      | Intet                                             | 1 / 9        |
| Holland    | Partij voor de Vrijheid                 |                 | Bevægelsen for Nationernes og Frihedens Europa      | Gruppen Identitet og Demokrati                    | 6 / 31       |
| Polen      | National Bevægelse                      |                 | Bevægelsen for Nationernes og Frihedens Europa      | Gruppeløse                                        | 2 / 53       |
| Portugal   | Chega                                   |                 | Bevægelsen for Nationernes og Frihedens Europa      | Gruppen Identitet og Demokrati                    | 2 / 21       |
| Spanien    | Vox                                     |                 | Alliancen af Europæiske Konservative og Reformister | Gruppen af Europæiske Konservative og Reformister | 6 / 61       |
|            | Total                                   | Total           | Total                                               | Total                                             | 84 / 720     |